# Groenlanda
Groenlanda (în groenlandeză Kalaallit Nunaat, pronunțat [kalaːɬːit nʉnaːt]; în daneză Grønland, pronunțat [ˈkʁɶnˌlænˀ]) este un teritoriu autonom în cadrul Regatului Danemarcei⁠(d). Este cea mai întinsă dintre cele trei părți constituente ale regatului; celelalte două sunt Danemarca metropolitană și Insulele Feroe. Cetățenii tuturor acestor teritorii au deplină cetățenie daneză. Groenlanda este unul dintre țările și teritoriile de peste mări ale Uniunii Europene. Capitala și cel mai mare oraș al Groenlandei este Nuuk. Groenlanda se află între Oceanele Arctic și Atlantic, la est de Arhipelagul Arctic Canadian. Este cea mai mare insulă din lume, și este locul unde se află cel mai nordic punct de uscat din lume—Insula Kaffeklubben în largul coastei nordice ale celui mai nordic punct de pe uscat pe un teritoriu necontestat⁠(d); Capul Morris Jesup⁠(d) de pe insula principală a fost considerat a fi acest extrem nordic până în anii 1960. Din punct de vedere economic, Groenlanda se bazează mult pe ajutoare financiare de la Danemarca, care se ridică până la circa jumătate din venitul public total al teritoriului.
Deși parte a continentului America de Nord, Groenlanda este asociată politic și cultural cu regatele europene ale Norvegiei și Danemarcei de peste un mileniu, începând cu anul 986. Groenlanda a fost locuită intermitent de peste 4500 de ani de către popoarele circumpolare⁠(d) ai căror strămoși au migrat acolo din Canada de astăzi. Vikingii din Norvegia au colonizat sudul nelocuit al Groenlandei⁠(d) începând cu secolul al X-lea (după ce anterior colonizaseră Islanda⁠(d)), iar urmașii lor au trăit în Groenlanda 400 de ani înainte de a dispărea pe la sfârșitul secolul al XV-lea. În secolul al XIII-lea au sosit inuiții.
La începutul secolului al XVII-lea, exploratorii dano-norvegieni au ajuns din nou în Groenlanda, și au găsit așezările mai vechi dispărute, și au restabilit o prezență scandinavă permanentă pe insulă. Când Danemarca și Norvegia s-au separat în 1814, Groenland a fost transferată de la coroana norvegiană la cea daneză. Constituția Danemarcei din 1953 a desființat statutul de colonie al insulei, și a integrat Groenlanda pe deplin în statul danez. În urma referendumului pentru autonomia Groenlandei din 1979⁠(d), Danemarca a acordat Groenlandei autonomie⁠(d); în referendumul pentru autoguvernarea Groenlandei din 2008⁠(d), groenlandezii au votat în favoarea Legii Autoguvernării, care a transferat mai multe atribuții de la guvernul danez la Naalakkersuisut⁠(d) (guvernul groenlandez local). În această structură, Groenlanda a preluat treptat responsabilitatea pentru mai multe servicii și arii de competență guvernamentale. Guvernul danez păstrează în continuare controlul asupra cetățeniei, politicii monetare, politicilor de securitate și afacerilor externe. Din cauza topirii ghețurilor în contextul încălzirii globale, a abundenței de bogății minerale și din cauza poziției strategice între Europa, America de Nord și zona arctică, Groenlanda este de interes pentru marile puteri.
Cei mai mulți locuitori ai Groenlandei sunt inuiți. Populația este concentrată mai ales pe coasta de sud-vest, sub puternica influență a factorilor climatici și geografici, iar restul insulei este rarefiat populat. Cu o populație de 56.583 de locuitori (2022), Groenlanda este cea mai rarefiat populată regiune din lume. Groenlanda este o societate progresistă din punct de vedere social, ca și Danemarca propriu-zisă; educația și serviciile sanitare sunt gratuite, iar drepturile persoanelor LGBT⁠(d) sunt printre cele mai larg acceptate din lume. 67% din energia sa electrică provine din surse regenerabile, în special din energie hidroelectrică.

## Geografie
Este un teritoriu insular în nordul Oceanului Atlantic situat între Oceanul Atlantic și Oceanul Arctic, format din insula cu același nume (cea mai mare insulă de pe glob urmată de Noua Guinee) și o mulțime de insule și insulițe din apropiere. Este locuit de eschimoși și europeni, fiind administrat de Danemarca.
Pe lângă capitala Nuuk, alte orașe sunt: Sisimiut/Holsteinsborg (4900 locuitori), Ilulissat/Jakobshavn (4200 locuitori), Maniitsooq/Sukkertoppen (3135 locuitori).
Relieful insulei este de podiș și de munte (cea mai mare parte fiind acoperită de straturi groase de gheață). Clima este arctică, iar vegetația săracă.

## Istorie
Nu se știe prea mult despre perioada exactă a primelor așezări inuite.
În ceea ce privește aventura vikingilor din 1000 d.Hr, aceasta a fost facilitată de perioada caldă medievală, astfel încât drakkarele, bărcile scandinave agile, au putut naviga mările de nord protejate de numeroase accidente atmosferice și au putut ajunge la "pământul verde" (Grønland).
În epopeile nordice, se spune că Eiríkur Rauði (Erik cel Roșu) a fost exilat din Islanda pentru omicid. El, împreună cu familia sa și câțiva sclavi, a plecat cu navele către un ținut pe care se zvonea că s-ar fi aflat către nord-vest. El a ajuns pe insulă și a fondat colonia din Groenlanda; aceasta s-a extins destul de repede. Deci, primii coloniști au fost islandezi, și s-au stabilit pe vârful de sud-vest al insulei, unde au prosperat timp de secole.
Papa Pascal al II-lea este creditat cu denumirea de primul episcop al Groenlandei și al Terranovei. A fost, deci, și primul episcop al Americii și a trăit aproximativ patru secole înainte de Cristofor Columb.
In jurul anului 1450 au început să scadă temperaturile, dând startul la ceea ce este cunoscut sub numele de mica eră glaciară: multe meleaguri din Groenlanda au fost abandonate și chiar Islanda era cât pe ce să sucombe. Oasele găsite din această perioadă arată o puternică malnutriție. Mica eră glaciară a forțat vikingii să abandoneze Groenlanda și ultimul eveniment scris este o nuntă care s-a ținut pe data de 16 septembrie 1408 în biserica din Hvalsey. Doar fundațiile bisericii reamintesc și astăzi de viața rurală a vikingilor.
Mai târziu Danemarca-Norvegia a revendicat teritoriul și, după mai multe secole de nici un contact dintre vikingii din Groenlanda și scandinavii, s-a răspândit teama că păgânii s-au întors, așa că s-a organizat în 1721 o expediție misionară pentru a restaura creștinismul în insulă. Cu toate acestea, din moment că nu a fost găsit nici un viking în Groenlanda, Danemarca-Norvegia a început să boteze nativii inuiți groenlandezi și a fondat colonii de comercializare de-a lungul coastei, ca parte a aspirațiilor sale de putere colonială.
În 1814, atunci când Norvegia a fost separată de Danemarca după războaiele napoleoniene, coloniile, inclusiv Groenlanda, au rămas sub controlul Danemarcei. În timpul celui de al Doilea Război Mondial, Groenlanda s-a detatașat de Danemarca (atunci sub ocupația Germaniei), atât din punct de vedere economic cât și social, și s-a apropiat de Statele Unite și de Canada. După război, insula a revenit sub controlul Danemarcei și, în 1953, statutul colonial a fost transformat în cel al unui Amt de peste mări. În 1985, Groenlanda, în urma unui referendum, a părăsit Comunitatea Europeană, la care s-a unit în 1973 ca parte a Danemarcei. De asemenea s-au început negocierile pentru independența deplină a insulei.
Există încă o dispută teritorială cu Canada asupra suveranității pe insula Hans.
La data de 26 noiembrie 2008, s-a ținut un referendum în Danemarca privind autodeterminarea insulei, cu o pondere de 75,5% în favoare.
Prin această reformă s-a revizuit statutul de autonomie, potrivit căreia, din 21 iunie 2009, Groenlanda are capacitatea de a se auto-guverna și are gestionarea autonomă a resurselor sale naturale (Groenlanda este deosebit de bogată de petrol, gaze naturale, diamante, aur, uraniu și plumb). A fost recunoscută groenlandeza ca limbă oficială (variantă a limbilor eschimo-aleute), precum și capacitatea de a avea un corp de poliție propriu. Groenlanda are, de asemenea, o administrare autonomă de posturi și emisiuni de timbre poștale, dar nu are propria monedă. De fapt, începând cu 21 iunie 2009 Groenlanda este un stat federalizat, aproape independent, cu excepția politicii externe, politica de securitate și politica monetară.
Groenlanda, deja ieșită din Comunitatea Europeană în 1982 printr-un referendum, are o economie bazată în principal pe turism și pescuit, dar 30% din PIB provine din subvenții din Danemarca.

## Politică
Groenlanda este condusă de către monarhul Danemarcei, actualmente Frederic al X-lea al Danemarcei. Guvernul danez, condus de regină, numește un Rigsombudsmand ("Înalt comisar") care reprezintă guvernul și monarhia daneze.
Groenlanda are un parlament compus din 31 de membri, numiți în urma alegerilor generale. Șeful de guvern este primul-ministru, care este de obicei liderul partidului majoritar din Parlament. Actualul prim ministru este Hans Enoksen⁠(d).
Groenlanda nu este parte a Uniunii Europene (a părăsit în 1985 predecesorul UE, Comunitatea Europeană), deși Danemarca este stat membru al UE.

## Economie
Astăzi Groenlanda este critic dependentă de exporturi de pescuit și de pește. Industria de pescuit creveți este de departe cel mai mare venit salarial. Compania petrolieră de stat NUNAOIL a fost creată cu scopul de a contribui la dezvoltarea industriei de hidrocarburi în Groenlanda. Compania de stat Nunamineral a fost lansată pe Bursa din Copenhaga pentru a ridica mai mult capital și pentru a crește producția de aur. Extracția minereurilor de rubin a început în 2007. Alte minerale sunt exploatate în funcție de prețurile care sunt în creștere. Acestea includ uraniu, aluminiu, nichel, platină, wolfram, titan și cupru. Sectorul public, inclusiv întreprinderile de stat și municipalități, joacă un rol dominant în economia din Groenlanda. Aproximativ jumătate din veniturile guvernului provin din subvenții de la guvernul danez, un supliment important la produsul intern brut (PIB). Produsul intern brut pe cap de locuitor este echivalent cu cel al mediei economiilor in Europa. Groenlanda a suferit o contracție economică la începutul anilor 1990, dar din 1993 economia s-a îmbunătățit. The Greenland Home Rule Government (GHRG), a urmat o politică fiscală austeră, deoarece la sfârșitul anilor 1980, a ajutat la crearea de excedente in bugetul public și o inflație scăzută. Mai recent, noi surse promițătoare de rubin au fost descoperite pentru a aduce și o noua industrie de export în țară.

## Demografie
Groenlanda are în prezent o populație de 57.695 de locuitori, dintre care 85-90% de origine „inuit”, iar restul de origine europeană, majoritatea danezi. Populația este concentrată de-a lungul coastelor, în partea sud-vestică, unde clima este mai blândă.

## Reprezentarea cartografică

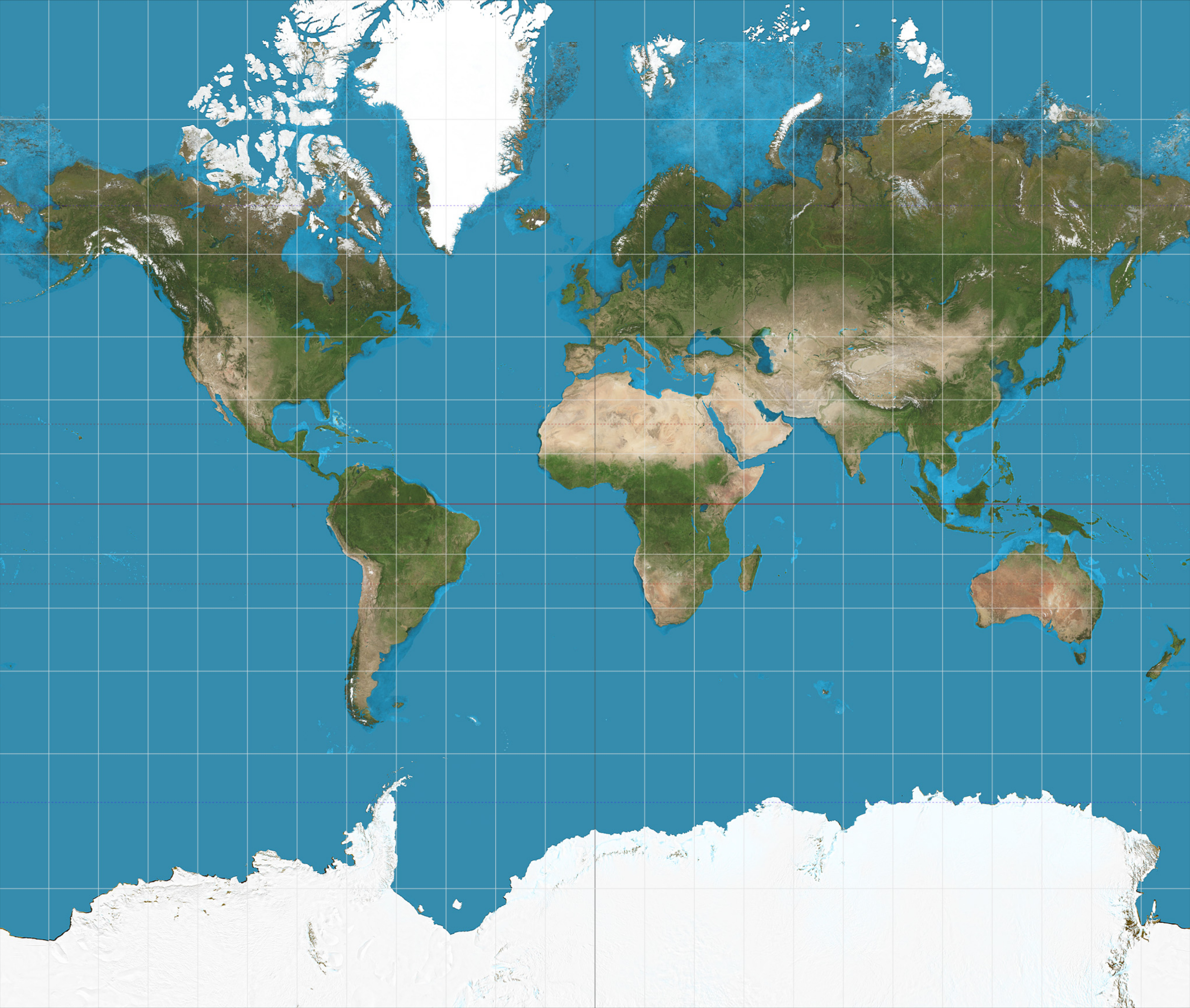
Harta Pământului în proiecție Mercator, unde Groenlanda apare exagerat de mare

Proiecția Mercator le este foarte utilă navigatorilor, pentru că redă fidel unghiurile, dar dezavantajul ei este că distorsionează formele și dimensiunile întinderilor de uscat foarte mari, iar distorsionarea devine mai accentuată spre poli. Astfel, în proiecția Mercator, Groenlanda pare a fi la fel de mare ca Africa, deși suprafața Africii este, de fapt, de 14 ori mai mare decât a Groenlandei.

## Galerie imagini

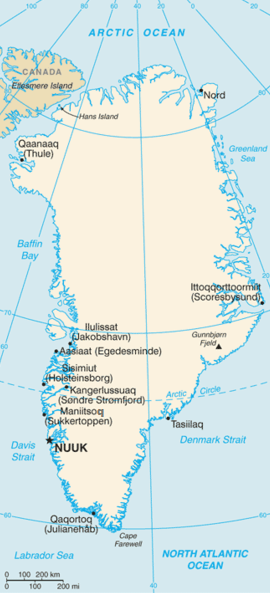
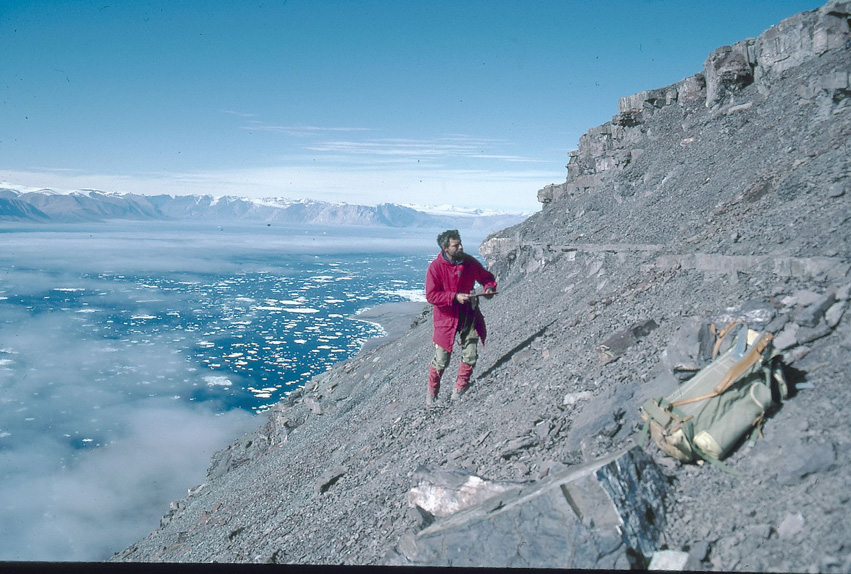
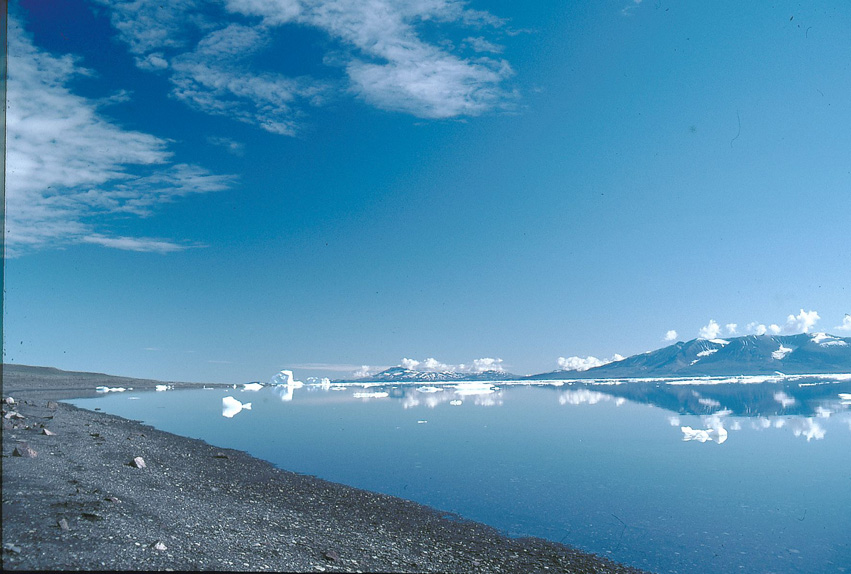
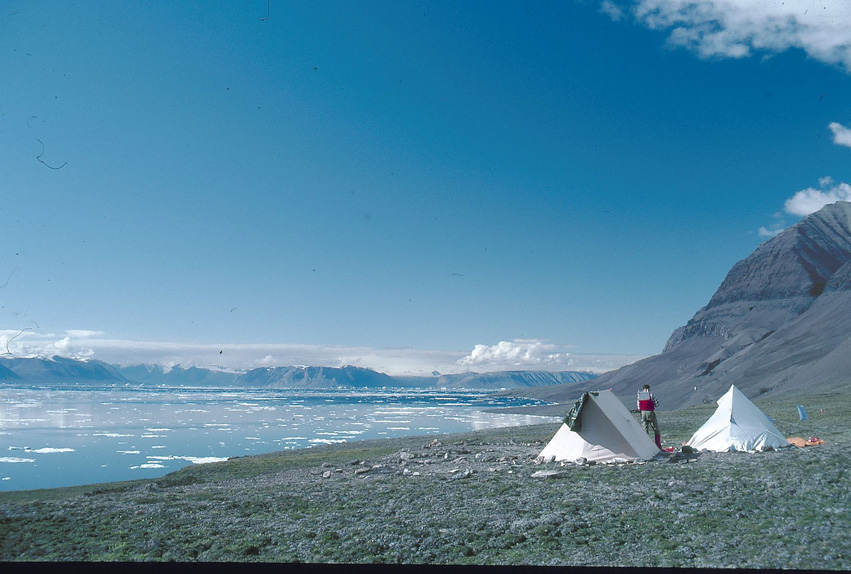
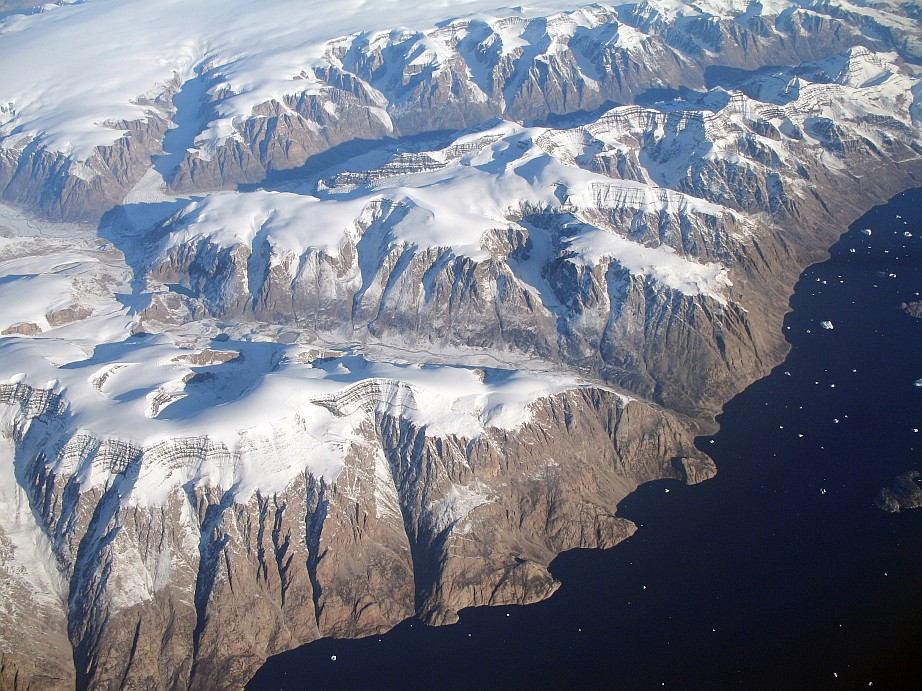
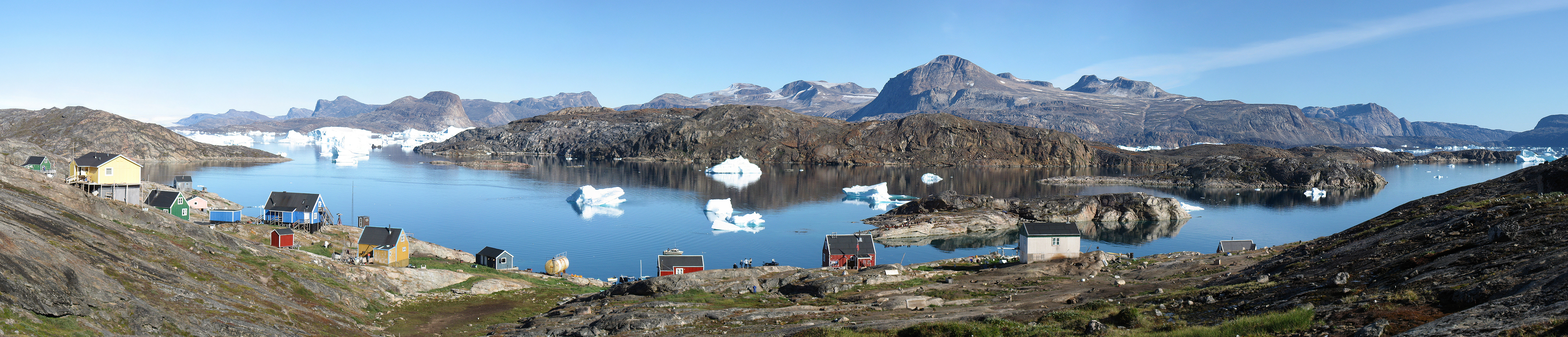
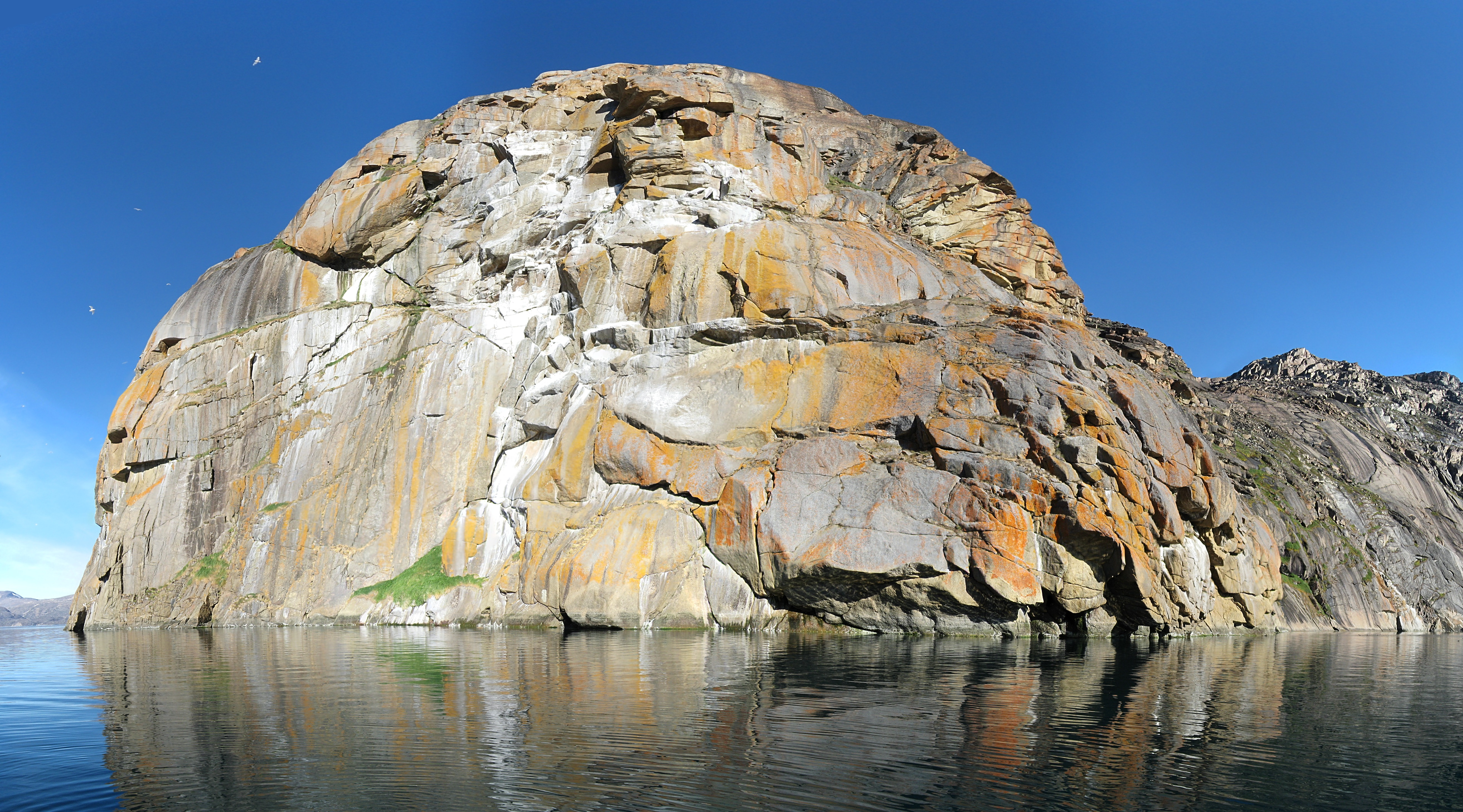
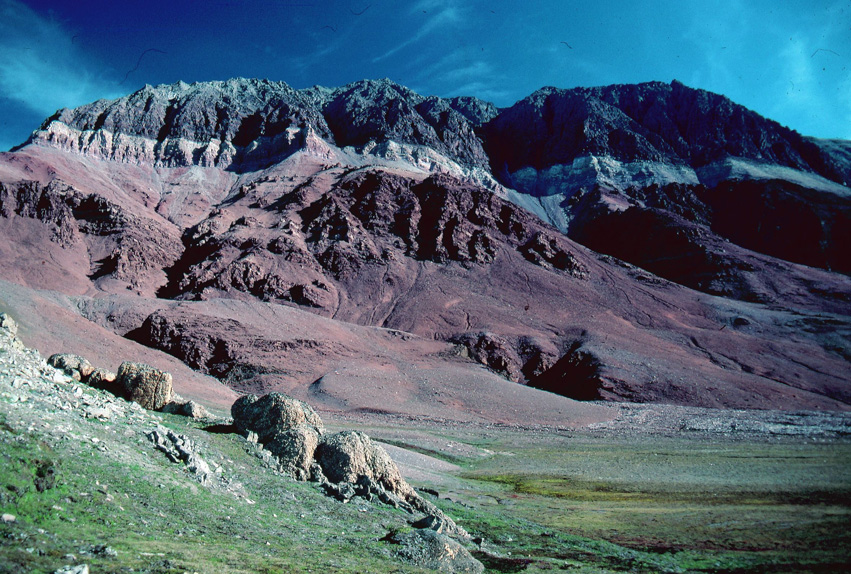